# Mantric
Mantric est un groupe norvégien de metal progressif originaire d'Oslo, qui s'est formée en 2007.

## Historique
Lorsque les derniers membres fondateurs du groupe de métal chrétien Extol, le chanteur Peter Espevoll ainsi que le batteur David Husvik, ont décidé de mettre fin au groupe en 2007. Les membres restants, John Mjaaland, Tor Glidje, Ole Sveen, qui avaient déjà joué ensemble à dans Lengsel et Ganglion, ont décidé de continuer le processus de composition déjà en cours et changer juste le nom du groupe en Mantric. David Husvik était absent de la première formation, mais a par la suite rejoint Mantric pour faire la batterie sur quelques concerts.
Le groupe a signé chez Prosthetic Records et a sorti son premier album, The Descent en 2010. L'album a reçu des critiques plutôt positives, incluant 8 points sur 10 de Metal Hammer et Decibel. Cinq ans plus tard, le groupe sorte un EP "Die Old" ainsi qu'un album studio "Sin". Mantric développe sur ces deux albums un style post-metal et metal progressif avec parfois des touches death et black.

## Membres
Actuel
- John Robert Mjåland – basse, chant (depuis 2007)
- Ole Halvard Sveen - chant, guitare, violon, mandoline , squeezebox (depuis 2007)
- Tor Magne Glidje - guitare rythmique, chant, percussion (depuis 2007)

Live
- Anders Salomon Lidal - soundscapes (depuis 2007)
- David Husvik - batterie (2007-2009, depuis 2011)
- Knut Sigmund Voster
- Martin Siverstein - guitare

Ancien
- Kim Akerholdt - batterie (2009-2011)